# Paul Rudd
Paul Stephen Rudd (* 6. dubna 1969, Passaic, New Jersey, USA) je americký herec a scenárista, známý zejména z komedií jako 40 let panic, Zbouchnutá, Velcí bratři, Kámoš k pohledání nebo Poznáš, až to přijde?. Populárním se stal také díky roli přítele a později manžela Phoebe Bufetové Mikea Hannigana v televizním sitcomu Přátelé.

## Dětství
Narodil se v Passaicu v New Jersey. Jeho židovští rodiče emigrovali z Anglie a Rudd měl i svůj bar micva. Jeho předci přišli do Anglie z Ruska a Polska. Původní příjmení rodiny "Rudnitzky" změnil jeho dědeček. Ruddův otec Michael byl průvodce a také viceprezident společnosti World Airways. Jeho matka Gloria byla obchodní ředitelka v televizní stanici KSMO-TV. Když mu bylo deset, tak se rodina přestěhovala do Overland Parku v Kansasu, kde navštěvoval i střední školu. Později studoval University of Kansas, kde se stal členem bratrstva Sigma Ný. Tři měsíce také strávil studiem anglického dramatu na British American Drama Academy v Oxfordu v Anglii.

## Kariéra
Rudd prorazil v roce 1995 rolí ve filmu Praštěná holka. Mezi jeho další rané filmy patří Halloween - Prokletí Michaela Myerse, Léto k nepřežití, Romeo a Julie (film, 1996) nebo Pravidla moštárny. Pozornost si také vysloužil vedlejší rolí v televizním sitcomu Přátelé, kde ztvárnil postavu Mikea Hannigana, jenž se později oženil s jednou z hlavních postav seriálu Phoebe Bufetovou, již hrála Lisa Kudrow. V roce 2006 se objevil v několika epizodách dalšího seriálu Reno 911! v roli Guye Gerricaulta. Hraje také ve hrách na Broadwayi.
Často spolupracuje s režisérem a producentem Juddem Apatowem, a tak se často objevuje ve filmech i s Apatowovými oblíbenými herci jako jsou Seth Rogen, Steve Carell (po 4 společných filmem), Jonah Hill, Leslie Mann, Kristen Wiigová a Jason Segel (po 3 společných filmech). Díky rolím v Apatowových filmech 40 let panic a Zprávař: Příběh Rona Burgundyho se stal komediální hvězdou. V roce 2007 ztvárnil hlavní roli frustrovaného manžela Petea v dalším filmu tohoto režiséra Zbouchnutá. Drogově závislého instruktora surfování Kunu (Chuck v havajštině) ztvárnil ve filmu Nicholase Stollera Kopačky, kde se objevil vedle Jasona Segela. Film produkoval Apatow a stal se hitem. Tím byl i jeho další film Velcí bratři, kde hrál vedle Seanna Williama Scotta depresivního prodejce energy drinků, který musí vykonávat veřejně prospěšné práce jako mentor pro děti. K tomuto filmu napsal i scénář.
V roce 2009 se znovu objevil vedle Jasona Segela v hlavní roli v komedii Kámoš k pohledání. V dalším roce se znovu sešel se Stevem Carellem, se kterým spolupracoval již na svých dřívějších filmech, a společně se objevili ve filmu Blbec k večeři ještě spolu se Zachem Galifianakisem a Ronem Livingstonem.
V roce 2012 se objevil ve čtyřech dílech seriálu Parks and Recreation jako Bobby Newport. Za roli získal cenu Critics' Choice Television Awards. V roce 2013 bylo potvrzeno, že si zahraje roli Ant-mana v marvelovském filmu Ant-Man (2015). Roli si zopakoval ve filmu Captain America: Občanská válka v roce 2016 a v sequelu filmu Ant-Man a Wasp v roce 2018. V roce 2019 se objevil ve filmu Avengers: Endgame. V roce 2016 si zahrál po boku Seleny Gomez ve filmu The Fundamentals of Caring a svůj hlas propůjčil do filmu Buchty a klobásy.

## Soukromý život
V roce 2003 se Rudd oženil s Julií Yaeger, s níž již pět let chodil. Pár má syna Jacka Sullivana (narozený 2004) a dceru Darby (narozená 2009). Bydlí na Manhattanu. Rudd často cestuje do Overland Parku v Kansasu, kde vyrůstal.

## Filmografie
| Rok       | Film/seriál                              | Role                        | Poznámky                             |
| --------- | ---------------------------------------- | --------------------------- | ------------------------------------ |
| 1992      | A Question of Ethics                     |                             | v titulcích jako Kenny Chin          |
| 1992      | Jamie's Secret                           |                             |                                      |
| 1992-1995 | Sisters                                  | Kirby Philby                | 20 dílů                              |
| 1993      | A potom přijde oheň                      | David                       |                                      |
| 1993      | Moment of Truth: Stalking Back           | Scott                       |                                      |
| 1994      | Runaway Daughters                        | Jimmy Rusoff                |                                      |
| 1994      | Wild Oats                                | Brian Grant                 | 6 dílů                               |
| 1995      | Praštěná holka                           | Josh                        |                                      |
| 1995      | Halloween - Prokletí Michaela Myerse     | Tommy Doyle                 |                                      |
| 1996      | Romeo a Julie                            | Dave Paris                  |                                      |
| 1996      | Praštěná holka                           | Sonny                       | díl: „Mám tebe, lásko“               |
| 1997      | Kobylky                                  | Earl                        |                                      |
| 1998      | Nebezpečná zásilka                       | Wyatt Trips                 |                                      |
| 1998      | Objekt mé touhy                          | George Hanson               |                                      |
| 1998      | Twelfth Night, or What You Will          | Duke Orsino                 |                                      |
| 1999      | 200 cigaret                              | Kevin                       |                                      |
| 1999      | Pravidla moštárny                        | Wally Worthington           |                                      |
| 2000      | Gatsby                                   | Nick Carraway               |                                      |
| 2000      | The Size of Watermelons                  | Alex                        |                                      |
| 2000      | Deadline                                 | Zander Price                | 1 díl                                |
| 2000      | Strangers with Candy                     | Brent Brooks                | 1 díl                                |
| 2000      | Ocelový mumraj                           | Ian Curtis                  |                                      |
| 2001      | Léto k nepřežití                         | Andy                        |                                      |
| 2001      | The Château                              | Graham Granville            |                                      |
| 2001      | Na hraně                                 | Kenneth                     |                                      |
| 2001      | Reaching Normal                          | Kenneth                     |                                      |
| 2001      | Bash: Latter-Day Plays                   |                             |                                      |
| 2002      | Stella Shorts 1998-2002                  | John                        |                                      |
| 2002-2004 | Přátelé                                  | Mike Hannigan               | 18 dílů                              |
| 2003      | Sexuální rekonstrukce                    | Adam Sorenson               |                                      |
| 2003      | Two Days                                 | Paul Miller                 |                                      |
| 2003      | House Hunting                            | Daniel                      |                                      |
| 2004      | Zprávař: Příběh Rona Burgundyho          | Brian Fantana               |                                      |
| 2004      | Wake Up, Ron Burgundy: The Lost Movie    | Brian Fantana               |                                      |
| 2004      | P.S.                                     | Sammy Silverstein           |                                      |
| 2005      | Tennis, Anyone...?                       | Lance Rockwood              |                                      |
| 2005      | Baxter                                   | Dan Abbott                  |                                      |
| 2005      | Stella                                   | Greg                        | 1 díl                                |
| 2005      | 40 let panic                             | David                       |                                      |
| 2006      | Divoká jízda                             | Jack Chase                  |                                      |
| 2006      | Cheap Seats: Without Ron Parker          | Dave Penders                | 1 díl                                |
| 2006      | Lovci mušlí                              | Hunt                        |                                      |
| 2006      | Robot Chicken                            |                             | (hlas)                               |
| 2006      | Noc v muzeu                              | Don                         |                                      |
| 2006      | Prodám šéfa zn. spěchá                   | Leon                        |                                      |
| 2006–2007 | Reno 911!                                | Guy Gerricault              | 5 dílů                               |
| 2007      | The Naked Trucker and T-Bones Show       |                             | 1 díl                                |
| 2007      | Desatero                                 | Jeff Reigert                |                                      |
| 2007      | Reno 911!: Miami                         | Ethan                       |                                      |
| 2007      | Veronica Mars                            | Desmond Fellows             | díl: „Opouštěj staré písně pro nové“ |
| 2007      | Nestanu se tvojí ženou                   | Adam                        |                                      |
| 2007      | Zbouchnutá                               | Pete                        |                                      |
| 2007      | Walk Hard: The Dewey Cox Story           | John Lennon                 | nebyl uveden v titulcích             |
| 2008      | Jen přes její mrtvolu                    | Henry                       |                                      |
| 2008      | Kopačky                                  | Chuck                       |                                      |
| 2008      | Malá Velká Británie v USA                | francouzský prezident       | 1 díl                                |
| 2008      | Velcí bratři                             | Danny                       | rovněž scenárista                    |
| 2009      | Monstra vs. Vetřelci                     | Derek Dietl                 | dabing                               |
| 2009      | Kámoš k pohledání                        | Peter Klaven                |                                      |
| 2009      | Being Green                              | Mr. Earth                   |                                      |
| 2009      | Rok jedna                                | Ábel                        | nebyl uveden v titulcích             |
| 2009-2010 | Sezame, otevři se                        | sám sebe                    | 2 díly                               |
| 2010      | Blbec k večeři                           | Tim                         |                                      |
| 2010      | Poznáš, až to přijde?                    | George                      |                                      |
| 2011      | Beznadějný trouba                        | Ned                         |                                      |
| 2011      | Simpsonovi                               | Dr. Zander (hlas)           | díl: „Mnoho tváří lásky“             |
| 2012      | Tohle je ráj                             | George Gergenblatt          |                                      |
| 2012      | TripTank                                 | Tom                         | 1 díl                                |
| 2012      | Parks and Recreation                     | Bobby Newport               | 4 díly                               |
| 2012      | Charlieho malá tajemství                 | pan Anderson                |                                      |
| 2012      | Rozvedený se závazky                     | sebe                        | 1 díl                                |
| 2012      | The Greatest Event in Television History | režisér                     | 1 díl                                |
| 2012      | Čtyřicítka na krku                       | Pete                        |                                      |
| 2013      | Prince Avalanche                         | Alvin                       |                                      |
| 2013      | Zprávař 2 – Legenda pokračuje            | Brian Fantana               |                                      |
| 2013      | Admission                                | John Pressman               |                                      |
| 2013      | Žhavá láska                              | Nate                        | 3 díly                               |
| 2013      | Něco jako Vánoce                         | Rene                        |                                      |
| 2013      | Apokalypsa v Hollywoodu                  | sebe                        |                                      |
| 2014      | They Came Together                       | Joel                        |                                      |
| 2015      | Ant-Man                                  | Scott Lang / Ant-Man        |                                      |
| 2016      | Captain America: Občanská válka          | Scott Lang / Ant-Man        |                                      |
| 2016      | The Fundamentals of Caring               | Ben                         |                                      |
| 2016      | Nerdland                                 | John (hlas)                 |                                      |
| 2016      | Buchty a klobásy                         | Darren (hlas)               |                                      |
| 2017      | Léto k nepřežití: O deset let později    | Andy                        | 6 dílů                               |
| 2017      | Fun Mom Dinner                           | Brady                       |                                      |
| 2017      | Nightcap                                 | Sám sebe                    | díl: „Go-Fund Yourself“              |
| 2018      | A Futile and Stupid Gesture              | Lawrence “Larry” Kroger     |                                      |
| 2018      | Ideální domov                            | Paul                        |                                      |
| 2018      | Ant-Man a Wasp                           | Scott Lang / Ant-Man        |                                      |
| 2018      | Mute                                     | Cactus Bill                 |                                      |
| 2018      | iZombie                                  | sám sebe (hlas)             | díl: „And He Shall Be a Good Man“    |
| 2018      | The Catcher Was a Spy                    | Moe Berg                    |                                      |
| 2019      | Avengers: Endgame                        | Scott Lang / Ant-Man        |                                      |
| 2019      | Žít se sebou                             | Miles Elliot                | 8 dílů, také výkonný producent       |
| 2019      | Between Two Ferns: The Movie             | sám sebe                    |                                      |
| 2020      | Krotitelé duchů: Odkaz                   | Gary Grooberson             |                                      |
| 2021      | Cvokař od vedle                          | Dr. Isaac Herschkopf        | 8 dílů, také výkonný producent       |
| 2021      | What If...?                              | Scott Lang / Ant-Man (hlas) |                                      |
| 2022      | Rychlá rota                              | sám sebe                    |                                      |
| 2023      | Ant-Man a Wasp: Quantumania              | Scott Lang / Ant-Man        |                                      |
| 2023      | Želvy Ninja: Mutantní chaos              | Mondo Gecko (hlas)          |                                      |

## Ocenění a nominace
| Rok  | Ocenění                              | Kategorie                                                                                 | Práce                           | Výsledek  |
| ---- | ------------------------------------ | ----------------------------------------------------------------------------------------- | ------------------------------- | --------- |
| 2000 | Screen Actors Guild Awards           | nejlepší obsazení                                                                         | Pravidla moštárny               | nominace  |
| 2005 | MTV Movie Awards                     | nejlepší hudební výkon (sdíleno s Willem Ferrellem, Davidem Koechnerem a Stevem Carellem) | Zprávař: Příběh Rona Burgundyho | nominace  |
| 2005 | MTV Movie Awards                     | nejlepší filmový tým (sdíleno s Willem Ferrellem, Davidem Koechnerem a Stevem Carellem)   | Zprávař: Příběh Rona Burgundyho | nominace  |
| 2006 | MTV Movie Awards                     | nejlepší filmový tým (sdíleno s Stevem Carellem, Sethem Rogenem a Romany Malcomem)        | 40 let panic                    | nominace  |
| 2007 | Teen Choice Awards                   | nejlepší filmová chemie (sdíleno s Sethem Rogenem)                                        | Zbouchnutá                      | nominace  |
| 2009 | AFI Awards                           | program roku (sdíleno s Johnem Enbomem, Danem Etheridgem a Robem Thomasem)                | Párty na klíč                   | vítězství |
| 2009 | MTV Movie Awards                     | nejlepší polibek (sdíleno s Thomasem Lennonem)                                            | Kámoš k pohledání               | nominace  |
| 2009 | Teen Choice Awards                   | nejlepší filmový rockstar moment (sdíleno s Jasonem Segelem)                              | Kámoš k pohledání               | nominace  |
| 2009 | Denver Film Critics Society          | nejlepší obsazení                                                                         | Kámoš k pohledání               | nominace  |
| 2012 | Awards Circuit Community Awards      | nejlepší obsazení                                                                         | Charlieho malá tajemství        | nominace  |
| 2012 | San Diego Film Critics Society       | nejlepší obsazení                                                                         | Charlieho malá tajemství        | vítězství |
| 2012 | Critics' Choice Movie Awards         | nejlepší herec: komedie                                                                   | Čtyřicítka na krku              | nominace  |
| 2012 | Online Film & Television Association | nejlepší obsazení                                                                         | Parks and Recreation            | nominace  |
| 2012 | Gold Derby Awards                    | Nejlepší herec v hostující roli                                                           | Parks and Recreation            | nominace  |
| 2012 | Critics' Choice Television Awards    | Nejlepší herec v hostující roli: komedie                                                  | Parks and Recreation            | vítězství |
| 2014 | MTV Movie Awards                     | nejlepší souboj (sdíleno s obsazením)                                                     | Zprávař 2 – Legenda pokračuje   | nominace  |
| 2014 | MTV Movie Awards                     | nejlepší WTF moment (sdíleno s Willem Ferrellem, Davidem Koechnerem a Stevem Carellem)    | Zprávař 2 – Legenda pokračuje   | nominace  |
| 2015 | CinemaCon Awards                     | hvězda roku: muž                                                                          | Ant-Man                         | vítězství |
| 2015 | Teen Choice Awards                   | nejlepší letní filmová hvězda: muž                                                        | Ant-Man                         | nominace  |
| 2016 | Critics' Choice Movie Awards         | nejlepší herec: akční film                                                                | Ant-Man                         | nominace  |
| 2016 | Cena Saturn                          | nejlepší herec                                                                            | Ant-Man                         | nominace  |
| 2016 | Jupiter Award                        | nejlepší mezinárodní herec                                                                | Ant-Man                         | nominace  |
| 2016 | MTV Movie Awards                     | nejlepší superhrdina                                                                      | Ant-Man                         | nominace  |
| 2017 | Behind the Voice Actors Awards       | nejlepší obsazení (hlas): TV speciál/vydáno na DVD nebo krátkometrážní                    | Malý princ                      | vítězství |
| 2018 | FilmOut San Diegi                    | nejlepší herec                                                                            | Ideální domov                   | vítězství |